# Shenzhen Stock Exchange
Shenzhen Stock Exchange (SZSE) (深圳证券交易所) er den næststørste af Kina's to børser, efter Shanghai Stock Exchange. Børsen ligger i byen Shenzhen. Markedsværdien af de børsnoterede selskaber var i 2010 på US $ 1.300 mia. Børsen er dermed den 13. største i verden, vurderet på markedsværdi.
Flere af selskaberne på børsen er datterselskaber til selskaber, der er statsejede af den kinesiske stat.
Der er 730 noterede selskaber på børsen.